# Cultura de las Islas Marshall

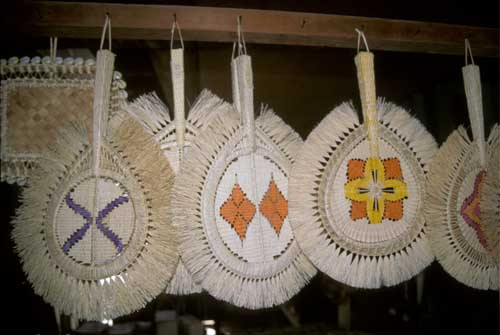
Objetos rituales de las Islas Marshall.

La cultura de las islas Marshall, refleja las características propias de una sociedad desarrollada en estrecho contacto y dependencia con el mar.
El inglés es el idioma oficial y muy difundido aunque no se lo habla con fluidez. El idioma marshalés es usado por el gobierno.
Los marshalleses fueron destacados navegantes, capaces de viajar grandes distancias entre atolones utilizando las estrellas y cartas con palos y conchas. Ellos también construían sus propios botes y en la actualidad aun realizan competencias anuales con sus canoas de dos cascos, denominados proa. El proa está construido con trozos de madera de teca atados con cuerdas fabricadas con palma y calafateados con soga de palma. Antiguamente la vela era de frondas de palmeras entrelazadas.

## Sociedad
Los isleños del atolón Bikini continúan utilizando los derechos sobre la tierra como muestra primaria de la riqueza. Cada familia forma parte de un clan (Bwij), que es el dueño de toda la tierra.  Las personas se someten a un jefe (Iroij). Los jefes controlan a los capitanes del clan (Alap), quienes son designados por los trabajadores (Dri-jerbal). El Iroij controla el uso de la tierra, el uso de los recursos y resuelven las disputas. El Alap supervisa el mantenimiento de la tierra y las actividades diarias. Los Rijerbal trabajan la tierra incluido el cuidado de animales, la limpieza y la construcción. La sociedad de las Marshall es matrilineal y la tierra es pasada de generación en generación a través de la madre. La propiedad de la tierra aglutina a la familia en clanes, y los abuelos, padres, tías, tíos, y primos forman grupos familiares estrechos, y las reuniones suelen convertirse en grandes eventos. Uno de los eventos familiares más importantes es el primer cumpleaños de un niño (kemem), donde los parientes y amigos celebran con banquetes y cantos.
Las clases sociales de las Marshall incluyen jefes y burgueses. Antiguamente el Irooj  Laplap era el funcionario más poderoso y eran considerados casi sagrados. Para demostrar respeto, las otras personas se arrodillaban y se aproximaban a él en cuclillas. El Irooj Laplap recibía las mejores porciones de la comida, podía elegir las mejores tierras, y tenía tantas esposas como quisiera. A cambio, eran responsables de liderar al pueblo en su trabajo diario, en realizar trabajo comunitario, en expediciones de navegación, y en la guerra. Su poder normalmente era restringido a una parte o a un solo atolón. Un jefe que triunfara en la guerra podía conquistar y controlar varios atolones. Al Irooj Laplap le seguían los Irooj Rik, los capitanes o jefes menores cargan armas para castigar a los maltratadores de las mujeres, y finalmente el Kajur, el hombre común.